# Delosperma mariae
Delosperma mariae är en isörtsväxtart som beskrevs av L. Bol.. Delosperma mariae ingår i släktet Delosperma, och familjen isörtsväxter. Inga underarter finns listade i Catalogue of Life.